# Nationaal park Bantimurung - Bulusaraung
Nationaal park Bantimurung – Bulusaraung is een park in Indonesië. Het ligt nabij de stad Makassar in de provincie Zuid-Sulawesi op het eiland Sulawesi. Het is een van de grootste karstgebieden ter wereld.